# Campo de iglesia de San Juan Bautista de Montovo
El Campo de iglesia de San Juan Bautista de Montovo, situado en la localidad de Montovo, en la parroquia del mismo nombre, en el concejo asturiano de Belmonte de Miranda, es una unidad formada por la iglesia parroquial y un tejo, elementos entre los que existe una vinculación cultural e histórica, que justifican su calificación como Bien de Interés Cultural.

## Campo de iglesia
Los Campos de iglesia en Asturias, son conjuntos formados por un tejo y un elemento del patrimonio cultural material. El tejo es un árbol de gran relevancia cultural en la región, donde ha representado un papel simbólico a lo largo de la historia. Protagonista en antiguas creencias precristianas, pasó a convertirse con el tiempo en icono identitario de la comunidad parroquial, y a ser considerado actualmente como la representación de un pasado mítico, de una identidad asturiana basada en la tradición y un cuerpo de valores ecologistas y medioambientales.
La profunda implantación de la vinculación entre estos dos elementos, se evidencia en la existencia en Asturias de doscientos quince grupos compuestos de edificio religioso y tejo. De entre todos estos, y por sus especiales características, el Principado de Asturias, ha declarado a doce de ellos, entre los que se encuentra el Campo de la iglesia de San Juan Bautista de Montovo, como Bien de Interés Cultural, con la categoría de Sitio Histórico, por Decreto 61/2017, de 20 de septiembre.

## Iglesia
La primera referencia escrita sobre la iglesia se fecha en 1236 y corresponde a una donación hecha por Teresa Fernández a favor del Monasterio de Santa María de Belmonte de “toda su ración en la iglesia de San Juan de Montobo”. Posteriormente, este templo aparece recogido en la relación de parroquias mandada hacer por el obispo Gutierre de Toledo entre 1385 y 1386, donde consta “Santianes de Montoyo; húsala apresentar el abad de Belmonte”. Por desgracia, no se conserva ningún resto de esta primitiva fábrica medieval, arrasada en las reconstrucciones de la iglesia que tuvieron lugar en siglos posteriores, aunque es posible que se respetase la fisonomía cruciforme de su planta. La iglesia se localiza cerca de los edificios más antiguos y prestigiosos del pueblo, la torre (siglos XIII-XV) y la Casa’l Terrao (siglo XVI), formando todos ellos un conjunto que condensaba el poder laico y religioso de antaño.

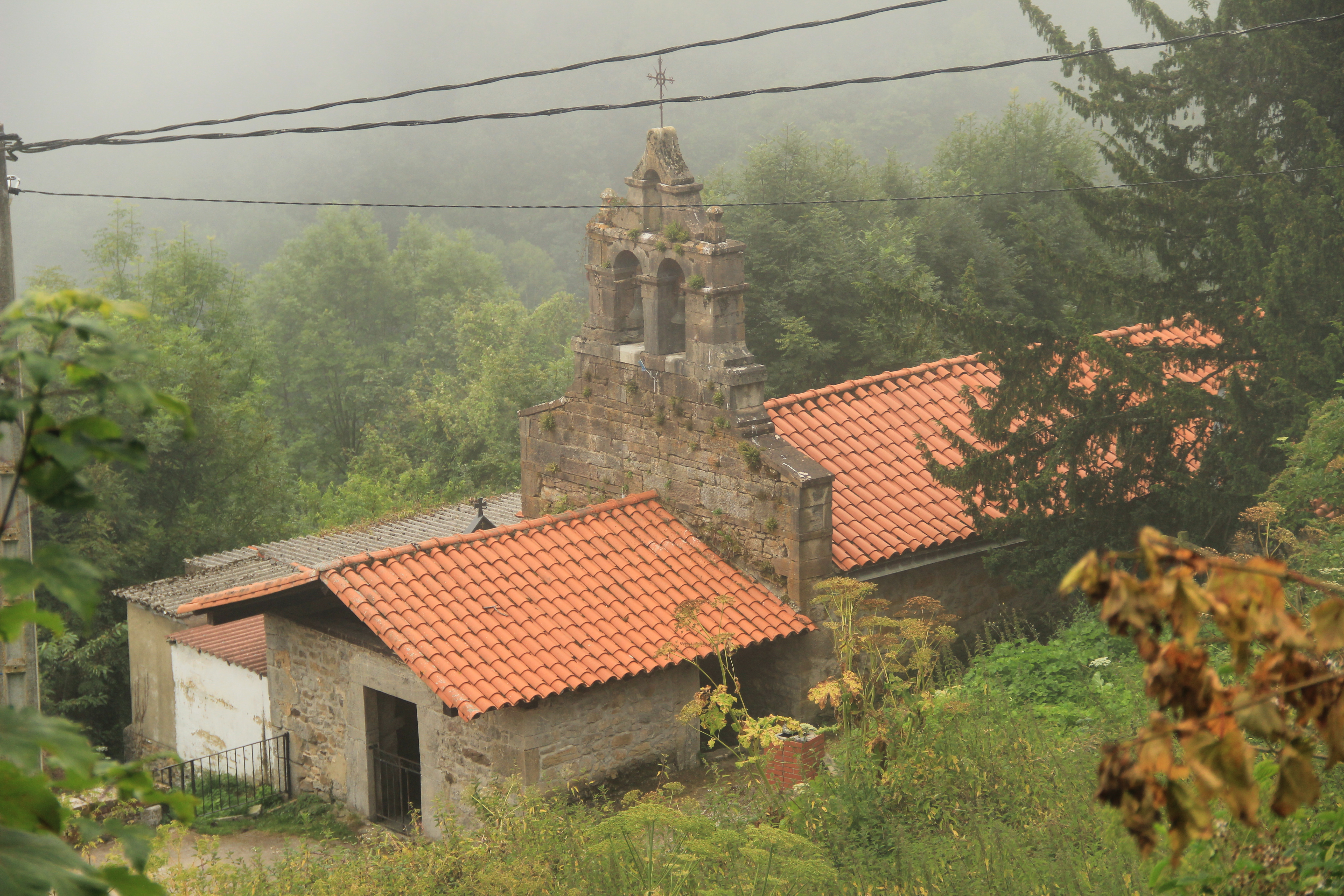
Fachadas norte y oeste de la Iglesia.

El núcleo central de la iglesia se compone de una única nave rectangular con testero recto y dos capillas laterales dedicadas a San Antonio de Padua y la Virgen del Rosario, ofreciendo por tanto una planta cruciforme. Posteriormente, se añadió un pequeño cabildo en la fachada, desde el que se accede al cementerio, y una sacristía en el costado noreste del ábside. Es posible que estas reformas aconteciesen en 1893, año en que se instaló la espadaña, y que, seguramente, también implicasen la rehabilitación de otras partes del templo. La entrada a la iglesia se realiza por una sencilla puerta arquitrabada abierta en el imafronte, en la que se encastra un bloque de caliza rosácea labrado en altorrelieve con una cruz sobre un montículo, junto a una palma y una especie de bastón o espada a los laterales, elementos que harían referencia a San Juan Bautista, patrón de la iglesia.
El retablo mayor ofrece unas características estilísticas muy semejantes a las del situado en la capilla de la Virgen del Rosario, fechado en 1790, que permitirían datarlo en años similares y atribuirlo a un mismo taller escultórico. La arquitectura del retablo se organiza en tres calles de un solo piso con ático, y adopta un perfil semicircular en correspondencia con la bóveda que cubre el ábside.En los laterales de la nave se abren dos capillas, a las que se accede por sendos arcos apainelados. La capilla de la epístola está dedicada a la Virgen del Rosario y cuenta con un sencillo altar de madera sobre el que apoya un magnífico retablo rococó de perfil semicircular adaptado a la bóveda de la capilla, en la que se utiliza una viva policromía de azules, rojos, verdes y dorados para crear complejas filigranas, trazar volutas y pintar motivos vegetales. La Capilla del Evangelio está dedicada a San Antonio de Padua y alberga un retablo fechado hacia 1709. Sus dimensiones son muy pequeñas y su arquitectura es de gran sencillez. Consta de una hornacina central con cuatro columnas laterales acordonadas, que sostienen un tímpano apainelado con volutas, aunque en estas su policromía, se encuentra muy desvaída.
Entre los objetos litúrgicos de la iglesia, cabe mencionar el sagrario dorado que ocupa una de las hornacinas del altar mayor y el cepillo colocado en el altar de la capilla de la Virgen del Rosario, decorado con una pintura de Jesús y la talla de dos ángeles.
La espadaña trífora de la iglesia se construyó en 1893, tal y como reza la inscripción grabada en el chapitel que la corona. Consta de tres campanas, las dos mayores situadas en el sector inferior y la pequeña en el superior, utilizándose las primeras para llamar a misa dominical, anunciar las fiestas, comunicar el entierro de algún vecino, alejar las tormentas o avisar de que se estaba produciendo un incendio.
Por su antigüedad, la iglesia forma parte del Inventario del Patrimonio Cultural de Asturias, en virtud de lo establecido en la Disposición Transitoria Tercera de la Ley de Patrimonio Cultural de Asturias, que así lo establece para “las edificaciones y en general los inmuebles construidos con anterioridad al año 1800”, que expresamente no tengan abierta una ficha en dicho Inventario.
Pegado al paño septentrional de la iglesia se localiza el cementerio, de pequeñas dimensiones, que junto a la iglesia y el tejo forma un conjunto de innegable valor cultural e imposible de disociar,  creando un contenido simbólico que las dota de sentido.

## Tejo

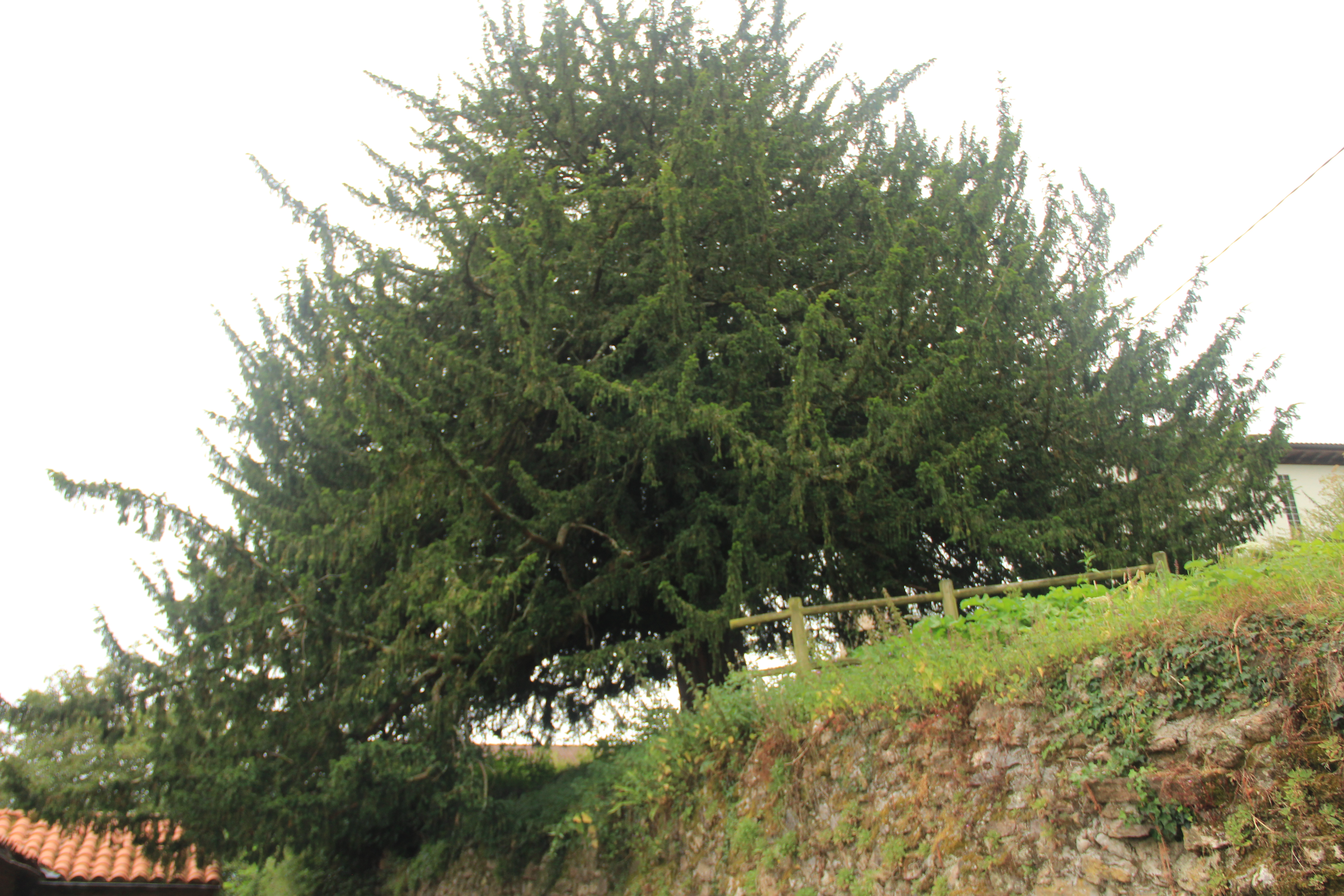
Tejo.

El tejo de Montovo es un ejemplar masculino de tres metros y medio de perímetro troncal y constituye un caso excepcional dentro de los doce Campos de Iglesia, que fueron declarados Bien de Interés Cultural, porque es el único del que conocemos la fecha exacta de su plantación y el nombre de quien la promovió. En el Libro de Casados y Difuntos de la parroquia de San Martín de Leiguarda, figura una anotación, escrita por su párroco, donde se nos dice: “yo, Domingo de Alba de la Vega, natural de Quintana, cura de Leiguarda, he plantado un texo delante de la puerta de la iglesia y lo hize la noche de Santa Oblalia del año de mil y setecientos y diez, y conociendo el gran adorno que era, envié … otro, a mi costa, al lugar de Montovo, concejo de Grado, el veinte de febrero de mil y setecientos y veinte y uno”. En este caso, la plantación del tejo no se vincula a ningún acontecimiento relevante, como podrían ser la inauguración o rehabilitación de la iglesia, sino que obedece a cuestiones puramente estéticas.
Su emplazamiento, ligeramente desplazado de la iglesia y del cementerio, ha favorecido su óptimo estado de conservación, presentando una copa frondosa de gran verdor y un tronco sólido sin oquedades, aspectos ambos indicativos de su buena salud.